# Raoul Beaumaine
Raoul Beaumaine "Sir Raoul", alias Dr Bernard, alias Lorette, né Raoul Georges Bernard-Beaumaine le 6 novembre 1890 à Bordeaux (Gironde), et mort à Bruxelles (Belgique) le 24 novembre 1971, est un agent des services spéciaux de l'armée française sous le gouvernement de Vichy.

## Biographie
Avant-guerre, Beaumaine est agent général des champagnes Heidsieck & Co en Amérique. Pendant l'occupation, subordonné du colonel Louis Baril, du 2e bureau de l'armée de terre à Vichy, il assure une liaison avec l'ambassade des États-Unis à Vichy et avec l'ambassade de Grande-Bretagne à Berne (Suisse). D'une élégance toute britannique, il est surnommé Sir Raoul par les officiers du service. Dans l'exercice de ses fonctions, il voit des agents sur le point de partir en zone occupée ou en zone interdite, tels Pierre de Froment, Mathilde Carré, Jacques-Yves Mulliez.
Fin juin 1941, il est compromis à Vichy par une rencontre avec un V-Mann de l'Abwehr, Richard Christmann. Les ennuis commencent. Arrêté dans la nuit du 7 au 8 juillet 1941 par le commissaire Linas de la Police Spéciale de surveillance du territoire, il est relâché. Le 26 décembre 1941, "Sir Raoul" est à Lisbonne où il prend le bateau du Canada...